# إساياه ستيوارت
إساياه ستيوارت (بالإنجليزية: Isaiah Stewart) هو لاعب كرة سلة أمريكي يلعب في مركز لاعب هجوم قوي الجسم أو لاعب وسط في نادي ديترويت بيستونز.

## روابط خارجية
- إساياه ستيوارت على موقع إن بي أي (الإنجليزية)
- إساياه ستيوارت على موقع سبورتس رفرنس (الإنجليزية)
- إساياه ستيوارت على موقع كرة السلة الأوروبية.كوم (الإنجليزية)
- إساياه ستيوارت على موقع إي إس بي إن.كوم (الإنجليزية)
- إساياه ستيوارت على موقع كلية كرة السلة في سبورتس رفرنس.كوم (الإنجليزية)
- إساياه ستيوارت على موقع ريلجم (الإنجليزية)
- إساياه ستيوارت على موقع بروبوليرز (الإنجليزية)